# Karin Johannesson
Karin Johannesson (ur. 1970 w Filipstad) – szwedzka teolog, biskup diecezji Uppsala Kościoła Szwecji.

## Życiorys
W 2002  uzyskała stopień naukowy doktora teologii na Uniwersytecie w Uppsali, zaś od 2003 była wykładowcą filozofii religii na Wydziale Teologicznym Uniwersytetu w Uppsali.
W 2010 została ordynowana na duchowną diecezji Karlstad. 3 marca 2019 została konsekrowana na biskupa diecezji Uppsala, zastępując na tej funkcji bp Ragnara Perseniusa. Konsekracji dokonała abp Kościoła Szwecji Antje Jackelén w asyście biskupów wspólnoty z Porvoo i kościołów partnerskich diecezji Uppsala: bp June Osborne z Kościoła Walii, bp Chemist Faindi z Ewangelicko-Luerańskiego Kościła w Zimbabwe, bp Jerzego Samca z Kościoła Ewangelicko-Augsburskiego w RP oraz bp Sofie Pederson z Grenlandii.